# 皇家路 (里昂)
皇家路（Rue Royale）法國是里昂第一区的一条主要街道，开始于塞尔维特广场和普罗旺斯路，结束于斐扬大街。这条路有14个串廊，其中大部分开放。

## 历史
皇家路在1870年开通，许多富商住在这条路上，开设许多餐厅。路易十四去世后，这条路命名为會議路。1848年命名为民主路，1850年命名为民族路（rue Nationale）。1792年，里昂市长住在这条路上。

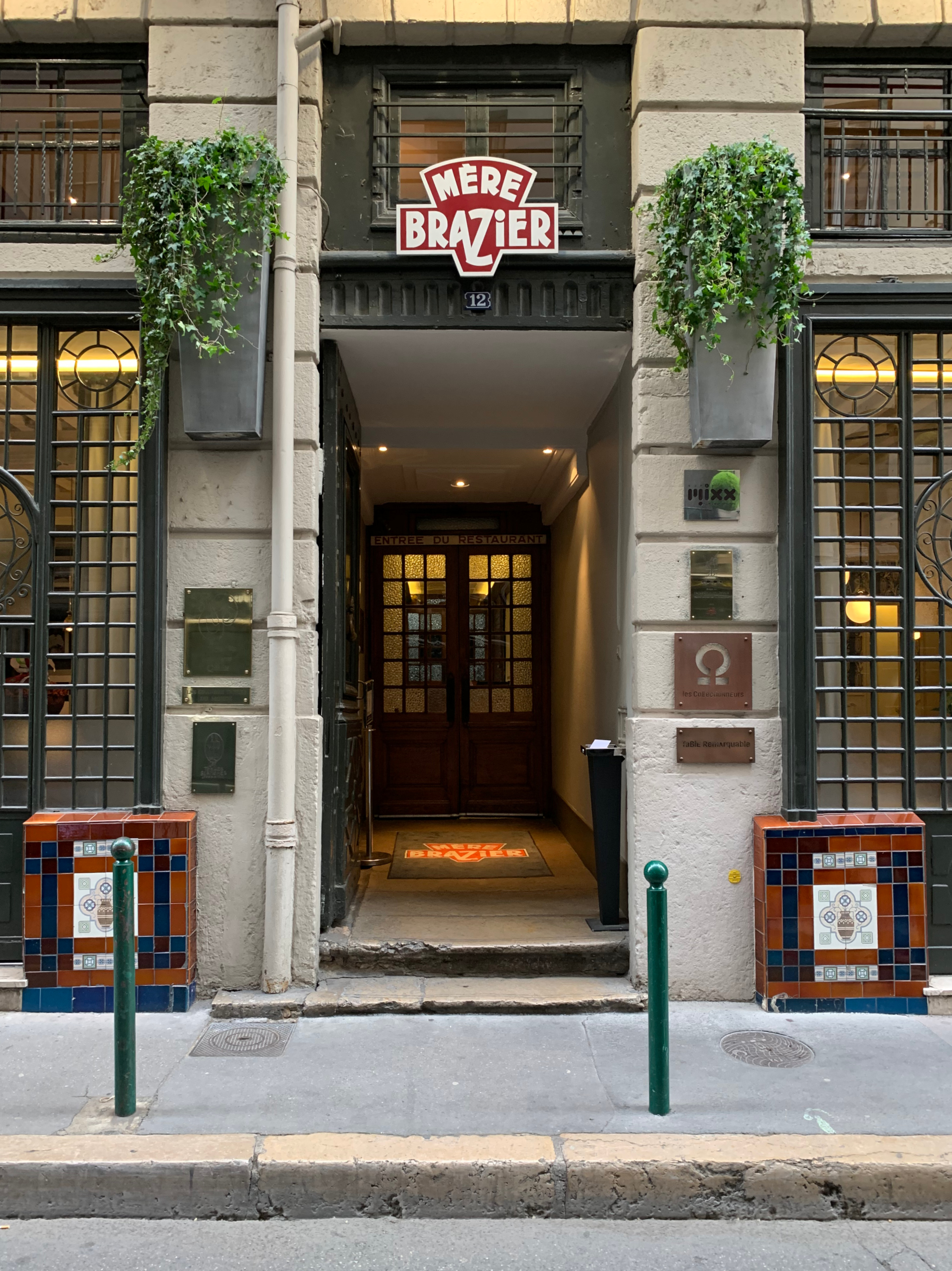
12号

## 建筑
皇家路两边是五层楼的灰色石头房屋。